# Pradosia montana
Pradosia montana är en tvåhjärtbladig växtart som beskrevs av Terence Dale Pennington. Pradosia montana ingår i släktet Pradosia och familjen Sapotaceae. IUCN kategoriserar arten globalt som sårbar.
Artens utbredningsområde är Ecuador. Inga underarter finns listade i Catalogue of Life.